# Eugène Sue
Joseph Marie Eugène Sue (Párizs, Franciaország, 1804. január 20. – Annecy, 1857. augusztus 3.) francia író.

## Élete
Katonaorvosként részt vett a spanyolországi hadjáratban, mint tengerészorvos járt Amerikában, Ázsiában és az Antillákon. 1827-ben jelen volt a navarinói csatában. Kernock le pirate (1830) c. tengerészregénye nagy sikert aratott. 1839 után teljesen az írásnak szentelte életét. 1850-ben szélsőbaloldali képviselő lett, és az államcsíny után Annecyba ment. A későbbiekben főleg szocialisztikus, moralista regényeket írt nagy termékenységgel. A könyvpiacon sikeres vetélytársa volt idősebb Alexandre Dumas-nak. Gyakran kritizálta Honoré de Balzac író munkásságát, aki riválist látott benne.

## Stílusa, hatása
Regényeiben fényes elbeszélő tehetség nyilvánul meg, az érdekfeszítés eszközeit bámulatos találékonysággal és gazdag képzelőerővel ötvözi. Kompozíciójuk azonban szertefoszló, művészietlen. Az irodalomtörténet ítélőszéke előtt joggal elítélt regényei igazi bestsellerek voltak, nagy szenzációt keltettek és világszerte mohón olvasták őket. Nálunk is sok olvasójuk volt, több sikeres szerzőre erősen hatottak, így Jókai Mórra is, de Kuthy Lajos is egyik regényét, a Hazai rejtelmeket az ő hatása alatt írta és hasonlóan egyik mintája volt Nagy Ignác maga korában népszerű Magyar titkok című romantikus regényének is.

## Regényei
- Athar-Gull (Párizs, 1831, magyarra ford. Tompa Imre, Kolozsvár, 1846)
- Le marquis de Létorière (1839, magyarul is megjelent, Debrecen, 1863)
- Mathilde (6 kötet, 1841, magyarra ford. Récsi Emil és Bodor Lajos, 7 kötet, Kolozsvár, 1843)
- Les mystères de Paris (1842, 10 kötet, magyarul Páris titkai, v. Párizs rejtelmei − lefordították többen is, Budapest, 1872)
- Le juif errant (1844-45, 10 kötet, magyarul A bolygó zsidó, ford. Szabó Antal és Pleskott Henrik, 16 kötet, uo. 1870-71)
- Martin, l'enfant trouvé (1846, 12 kötet)
- Les enfants de l'amour (4 kötet, 1850, magyarul a Szerelem gyermekei, ford. Gerő, 2 kötet, Pest, 1853)
- Les sept péchés capitaux (1847-49, 16 kötet, magyarul A hét fő bűn, ford. F. Fr., 17 kötet, Budapest, 1882)
- Le diable médecin (7 kötet, 1855-57, magyarul Az ördöngős orvos, 3 kötet, Pest, 1856)
- Les mystères du peuple (1847-57, 16 kötet, ezt a könyvet 1857-ben a párizsi esküdtszék mint erkölcstelent elítélte)
- La famille Jouffroy (1854, 7 kötet)
- Les secrets de l'oreiller (1858, 7 kötet)

## Magyarul
- A bolygó zsidó, 1-2.; ford. Lányi Viktor; Az ifjúság, Bp., s.a.
- Matild. Egy fiatal nő emlékiratai, 1-4.; ford. Récsi Emil, Bodor Lajos; özv. Barráné és Stein tulajdona, Kolozsvár, 1843
- Atar-Gull. Tengeri regény; ford. Tompa Imre; Tilsch–Heckenast, Kolozsvár–Pest, 1846
- A fukarság; ford. Erdélyi I. Péter; Deutsch Ny., Miskolc, 1852 (Szépirodalmi könyvtár)
- Sue Jenő: A szerelem gyermekei. Regény, 1-2.; ford. Gerő; Irodalmi Intézet, Pest, 1853
- Sue Jenő: A kalandor és kékszakál, 1-3.; ford. Halmágyi Sándor; Müller Emil, Pest, 1854
- Az ördöngős orvos. Verneuil Adél. I. / Verneuil Adél, özvegy Sénancourt herczegné II. / Özvegy de Sénancourt herczegné, Lambert Emilia III.; Emich, Pest, 1856
- Sue Jenő: Létoiére őrgróf. Regény; ford. Komlóssy Lajos; Telegdi, Debrecen, 1863
- Sue Jenő: A bolygó zsidó. Regény; ford. Szabó Antal, Pleskott Henrik; Köhler, Lipcse, 1870–1872
- Sue Jenő: Páris titkai, 1-4.; Pfeifer, Pest, 1872
- Sue Jenő: Párisi titkok, 1-7.; ford. többen; Lauffer, Pest, 1872
- Sue Jenő: A hét fő bűn. Regény, 1-8.; ford. Friebeisz Ferenc; Bartalits–Milassin, Bp., 1882
- Sue Jenő: Titkos bűnök. Franczia regény; Népolvasótár, Bp., 1898
- A nép rejtelmei vagy Egy proletárcsalád története a korszakokon át, 1-21.; Munkás Könyvkereskedés, New York, 1916–1953
- Sue Jenő: Páris rejtelmei. Regény, 1-3.; Tolnai, Bp., 1922 (Tolnai regénytára)
- A bolygó zsidó. Regény, 1-2.; ford. Keleti Gábor, Lányi Viktor, Csetényi Erzsi; Dante, Bp., 1927
- Páris mélységei, 1-3.; ford. Forró Pál; Nova, Bp., 1928 (Regények-regényei)
- A nép rejtelmei vagy Egy proletárcsalád története a korszakokon át. / 2. A réz csengő vagy A Halál szekere. Rege Caesar galliai hadjáratának idejéből; ford. Basky Lajos; 2. jav. kiad.; Munkás Könyvkereskedés, New York, 1938
- Párizs rejtelmei; nyelvi szerk. Szabó Krisztina, Szegő Yvette végezte, tan. Kovács Ilona, Keresztúrszki Ida; Pallas Stúdió–Attraktor Kft., Bp., 2002
- Párizs rejtelmei; Palatinus, Bp., 2008 (Romantikus klasszikusok)